# 高橋郁雄
高橋 郁雄（たかはし いくお、1973年1月11日 - ）は、千葉県出身の元プロ野球選手（外野手）。

## 来歴・人物
日大一高を経て、創価大学では4年春にリーグ初のサイクル安打を記録、一光へと進むが、新人大量補強にはじきだされた形で退部。日本ハムファイターズの入団テストを受けるも不合格となったが、ヤクルトスワローズの入団テストを受けて合格となり、1997年のドラフト会議で5位指名を受け入団。
俊足強肩を売りとした外野手だったが、1軍出場のないまま、1999年に戦力外通告を通知され、現役から引退する。その後は事業を継いでいる。

## 詳細情報

### 年度別打撃成績
- 一軍公式戦出場なし

### 背番号
- 66 （1998年 - 1999年）